# Thijs ter Horst
Thijs ter Horst (Nijverdal, 18 de septiembre de 1991) es un jugador profesional de voleibol holandés, juego de posición receptor/atacante.

## Palmarés

### Clubes
Campeonato de Países Bajos:
- 2011

Campeonato de Corea del Sur:
- 2018

 Supercopa de Italia:
- 2020[2]

Campeonato de Italia:
- 2021

### Selección nacional
Liga Europea:
- 2012
- 2019